# S-VHS
Nem tévesztendő össze a következővel: S-Video
Az S-VHS (Super Video Home System) egy 1987 áprilisa óta létező videó formátum, a VHS utódja. Ezt a formátumot is szintén a japán JVC (Victor Company of Japan) cég fejlesztette ki, és kezdte el gyártani, majd a céggel történő szerződéskötés után a Konica, a Panasonic, a TDK, a Maxell, a Fuji,, valamint a Memorex cég is elkezdte ezen formátum gyártását.
Az S-VHS nagyobb képfelbontással (250 sor vízszintes képfelbontás helyett 400 sor), sokkal jobb kép- és hangminőséggel rendelkezik, mint a normál VHS.
Ennél a formátumnál is az azimuth alapú felvételi és lejátszási technológia érvényesül. A világosságjel és a színjel kettéválasztása miatt változott meg - és nagymértékben javult is - a kép minősége. A színjelben és a világosságjelben lévő zaj a szétválasztás miatt lényegesen jobb, mint a VHS-nél.

## Előnyei
- Sokkal jobb kép- és hangminőség a VHS-sel ellentétben.
- Nagyobb képfelbontású, mint a sima VHS.
- Kevésbé kopik a mágnesszalag, így a jelhordozóképesség is csak nagyon kicsi, elhanyagolható mértékben csökken.
- Az S-VHS videómagnók kompatibilisek a normál VHS kazettákkal is.

## Hátrányai
- Az S-VHS videómagnók nem kompatibilisek a W-VHS és a D-VHS kazettákkal.

## A S-VHS videómagnók működési elve
Az S-VHS videómagnókban - a VHS videómagnókhoz hasonlóan - a fejdob átmérője 62 mm, azaz 6,2 cm. PAL rendszerben 1500 percenkénti fordulatszámmal forog a fejdob, az óramutató járásával ellentétes irányba, míg NTSC rendszerben 1800 a percenkénti fordulatszám, szintén az óramutató járásával ellentétes irányba.
A fejdobban 7 videófej található (4+2+1 fej). Négy videófej az SP (Standard Play)/LP (Long Play) módban történő lejátszásért, valamint a rögzítésért felel, kettő fej az FM Hi-Fi (High Fidelity) Stereo hangért felel, és egy ún. "repülő fej", amely a jelentősen pontosabb képkockánkénti illesztést végzi, a képkimaradás elkerülése érdekében.
A fejdobtól balra található az úgynevezett törlőfej. Ez szélesebb, mint a szalag. Ide nem kerül sem hangjel és sem videójel. Ez a fej törli a szalag régi videótartalmát, majd a fejdob rögzíti a szalagra az új videójeleket SP vagy LP módban, majd a fejdobtól jobbra található CTL szinkronfej létrehozza a szinkront, a közvetlenül mellette lévő audio fej pedig az új hangjelet fogja rögzíteni a szalag audiosávjára.

## Műszaki adatok, specifikációk
- Lejátszási sebesség PAL/SECAM/MESECAM üzemmódban: 2,339 cm/s, NTSC üzemmódban pedig 3,335 cm/s
- Szalag szélessége: 12,70 mm, azaz 1,270 cm
- Színnormák: PAL, NTSC, SECAM, MESECAM
- Lejátszási üzemmódok: SP (Standard Play)/LP (Long Play)/EP/SLP (Extended Play/Super Long Play)
- Fejdob átmérője: 62 mm
- Vízszintes képfelbontás: 400 sor
- Hang: FM HiFi Stereo